# 清水いはらインターチェンジ
清水いはらインターチェンジ（しみずいはらインターチェンジ）は、静岡県静岡市清水区杉山にある新東名高速道路清水連絡路のインターチェンジ（IC）である。

## 沿革
東名高速道路清水ICに集中する交通の分散を目的の1つとする。アクセス道路として静岡県道75号清水富士宮線のバイパスが整備された。
- 2011年（平成23年）8月26日：名称が「清水いはらIC」に決定[2]。建設時の仮称は「伊佐布IC」であった。
- 2012年（平成24年）4月14日：清水JCT - 新清水JCT間開通に伴い、供用開始[3]。
- 2023年（令和5年）2月20日 - 静岡県道75号清水富士宮線のバイパスが全線開通[4]。

## 周辺
静岡市清水区の庵原（いはら）地区に位置する。
- 静岡市清水庵原球場 (ちゅ〜るスタジアム清水)
- 清水ナショナルトレーニングセンター（J-STEP）

## 接続する道路
- 新東名高速道路清水連絡路
- 静岡県道75号清水富士宮線
- 静岡市道山切15号線

## 料金所
入口3レーン、出口3レーンとなっている。入口・出口ともに、1レーンずつETC専用、ETC/一般、一般として運用されている。一般レーンには料金精算機が設置されている。

## 隣
E52 新東名高速道路清水連絡路
(9-2) 清水JCT - (9-1) 清水いはらIC - (9) 新清水JCT